# Allister Carter
Allister (Ali) Carter, angleški igralec snookerja, * 25. julij 1979, Colchester, Essex, Anglija.
Carter je angleški profesionalni igralec snookerja, ki živi v Tiptreeju. Leta 2008 je dosegel finale Svetovnega prvenstva, kar je bil zanj vrhunec, saj je bil to njegov prvi finale v karieri. Kljub hudem porazu proti Ronnieju O'Sullivanu, mu je uvrstitev v finale omogočila, da se je uvrstil med najboljših 8 igralcev na svetu. Leta 2009 je osvojil turnir Welsh Open, kar je bila njegova prva zmaga na kakem turnirju jakostne lestvice v karieri.

## Kariera
Carter je postal profesionalec leta 1996.  Prvič se je pojavil leta 1999, ko je osvojil na tekmovanju Združenja WPBSA nagrado Mladi igralec leta. Slednjo je prejel zaradi zmage na tekmovanju Benson and Hedges Championship leta 1999, s čimer si je prislužil wild card vstopnico na Mastersu.  Istega leta je prišel tudi do polfinala enega izmed 7 najpomembnejših turnirjev – Grand Prixa. Kljub temu je potreboval nadaljnjih 8 let, da je dosegel nov polfinale katerega od pomembnih turnirjev – Malta Cupa. 
Zelo malo mu je manjkalo, da bi se prebil med najboljših 16 igralcev na svetu – tri sezone zapored je bil 17., 19. in 19. (v sezonah 2003/04, 2004/05 in 2005/06). Med najboljših 16 se je končno uvrstil v sezoni 2006/07 in se tam učvrstil v sezoni 2008/09. 
Carter je dosegel prvi krog Svetovnega prvenstva leta 2005, ko je s kar 10-0 premagal tajskega igralca Jamesa Wattanaja v kvalifikacijah. To je bila prva zmaga z izidom 10-0 na Svetovnem prvenstvu po letu 1993.  Na Svetovnem prvenstvu leta 2007 je premagal Andyja Hicksa v prvem krogu z 10-4. V drugem krogu je s 13-6 premagal sedemkratnega svetovnega prvaka Stephena Hendryja, ki je tačas zasedal prvo mesto na svetovni lestvici. S tem se je Carter tudi prvič uvrstil v četrtfinale Svetovnega prvenstva in si zagotovil mesto med najboljših 16 igralcev na svetu, kar mu je omogočalo avtomatično uvrstitev v prvi krog Svetovnega prvenstva brez vsakršnih kvalifikacij. V četrtfinalu je tesno izgubil s kasnejšim poražencem v finalu Markom Selbyjem s 13-12.
Carter ima sloves igralca, ki se zlomi v prelomnih trenutkih dvoboja in dovoli nasprotniku uprizoriti povratek po navidez neulovljivi prednosti. Primer slednjega je bil Carterjev dvoboj z Barryem Hawkinsom v prvem krogu UK Championshipa leta 2007. Takrat je Carter vodil že z 8-3, a dovolil Hawkinsu napraviti izjemen povratek in zmagal z 9-8. 
Kakorkoli, Carter se je Hawkinsu maščeval na Svetovnem prvenstvu leta 2008, ko ga je v tesnem dvoboju premagal z 10-9. Ta dvoboj velja tudi za zelo kontroverznega, saj je potekal v zelo sumljivih okoliščinah. Oba igralca so namreč iztrgali iz arene, da bi nadaljevali z večernim programom. Ko je bil eden izmed večernih dvobojev končan, so ju postavili na mizo, na kateri prej sploh nista igrala. Hawkins je začutil, da je to prekinilo njegovo dobro igro in zato predal frame in dvoboj.  Carter je nadaljeval z dvema zmagama nad bivšima svetovnima prvakoma – Shaunom Murphyjem (13-4, drugi krog) in Petrom Ebdonom (13-9, četrtfinale). Polfinale je bil na sporedu 4. maja 2008. Carter je porazil Joeja Perryja s 17-15 in se tako prebil v finale, kjer se je soočil z Ronniejem O'Sullivanom. O'Sullivan je dvoboj zanesljivo dobil, končni rezultat je bil 18-8. 
Carter je svoj prvi 147 niz dosegel 29. aprila 2008 na Svetovnem prvenstvu. S tem je Carter postal šesti mož v zgodovini, ki se mu je posrečil tak niz na Svetovnem prvenstvu (dejansko se je na Svetovnem prvenstvu zgodilo že osem 147 nizov, a je tri dosegel isti igralec – Ronnie O'Sullivan). Postal pa je tudi prvi, ki mu je uspel tak niz, brez da bi predhodno osvojil prvenstvo. Svetovno prvenstvo 2008 se bo v zgodovino zapisalo tudi kot prvo, kjer so gledalci videli dva 147 niza – dan pred Carterjem ga je uprizoril Ronnie O'Sullivan. 
Carter je kmalu zatem osvojil svoj drugi turnir, a tudi ta ni štel za jakostno lestvico – Huangshan Cup. Na Kitajskem je s 5-3 premagal Marca Fuja.  Nato je dosegel polfinale prvega turnirja jakostne lestvice v sezoni, Northern Ireland Trophyja, na katerem je izgubil s 5-6 proti O'Sullivanu, čeprav je že vodil s 5-4.  Polfinale je tudi dosegel na Grand Prixu, ko je premagal veterana Steva Davisa in Johna Parrotta, a nato s 5-6 izgubil proti Ryanu Dayu.  V polfinale turnirja za jakostno lestvico se je uvrstil še tretjič v sezoni 2008/09, ko je za uvrstitev v polfinale odpravil Petra Ebdona in Marka Williamsa. Naposled je Carterja z rezultatom 9-7 izločil Marco Fu, ki ga je Carter premagal v finalu Huangshan Cupa. 
Po 13 letih poklicne kariere je Carter le prekinil urok in osvojil svoj prvi turnir jakostne lestvice - Welsh Open 2009. Na poti do zmage je premagal Jimmyja Whita, Graema Dotta, Shauna Murphyja, Anthonyja Hamiltona in Joeja Swaila. V finalu je slavil predvsem po zaslugi odlične večerne serije, v kateri je zaostanek 3-5 s 6 zaporednimi frami obrnil v svojo korist in dvoboj dobil z 9-5. Swail je sicer v popoldanski seriji vodil že 5-2. 

## Slog
Carterjev slog igranja je agresiven, včasih tudi preagresiven, kar mu je včasih v težavo. Carter ima odličen 5-4 niz v zmagah proti Stephenu Hednryju, a na drugi strani zelo slabega proti Ronnieju O’Sullivanu (0-11).  Strokovnjaki ga označujejo kot zelo nadarjenega igralca, ki lahko premaga vsakogar, če ima dober dan. Kljub temu dodajajo, da so njegove igre zelo nekonstantne, kar je verjetno posledica Crohnove bolezni, za katero boleha.

## Osebno življenje
Leta 2003 so mu odkrili posebno prebavno motnjo, imenovano Crohnova bolezen. 
Carter trenutno vadi v Chelmsford's Rivermead Snooker Clubu. 
Carter ima tudi licenco za pilotiranje letala. Slednjo je pridobil, medtem ko si je vzel odmor od aktivnega igranja snookerja. 
1. oktobra 2009 se mu je minuto po polnoči rodil prvi otrok, sin po imenu Max. 

## Osvojeni turnirji

### Turnirji jakostne lestvice
- Welsh Open - 2009
- Shanghai Masters – 2010
- German Masters – 2013

### Ostali turnirji
- Benson and Hedges Championship – 1999
- Huangshan Cup - 2008